# Gran Premi del Brasil del 1984
Resultats del Gran Premi de Brasil de Fórmula 1 de la temporada 1984, disputat al circuit de Jacarepaguà, el 25 de març del 1984.

## Resultats
| Pos | No | Pilot              | Equip               | Voltes | Temps/ Retirada   | Pos. de sortida | Punts |
| --- | -- | ------------------ | ------------------- | ------ | ----------------- | --------------- | ----- |
| 1   | 7  | Alain Prost        | McLaren - TAG       | 61     | 1h 42' 34. 492    | 4               | 9     |
| 2   | 6  | Keke Rosberg       | Williams - Honda    | 61     | + 40.514 s        | 9               | 6     |
| 3   | 11 | Elio de Angelis    | Lotus - Renault     | 61     | + 59.128 s        | 1               | 4     |
| 4   | 23 | Eddie Cheever      | Alfa Romeo          | 60     | + 1 Volta         | 13              | 3     |
| 5   | 15 | Patrick Tambay     | Renault             | 59     | Sense combustible | 8               | 2     |
| 6   | 18 | Thierry Boutsen    | Arrows - Ford       | 59     | + 2 Voltes        | 20              | 1     |
| 7   | 17 | Marc Surer         | Arrows - Ford       | 59     | + 2 Voltes        | 24              |       |
| 8   | 10 | Jonathan Palmer    | RAM - Hart          | 58     | + 3 Voltes        | 26              |       |
| DSQ | 3  | Martin Brundle     | Tyrrell - Ford      | 60     | Desqualificat     | 18              |       |
| Ret | 16 | Derek Warwick      | Renault             | 51     | Suspensions       | 3               |       |
| Ret | 26 | Andrea de Cesaris  | Ligier - Renault    | 42     | Caixa canvi       | 14              |       |
| Ret | 22 | Riccardo Patrese   | Alfa Romeo          | 41     | Caixa canvi       | 11              |       |
| Ret | 8  | Niki Lauda         | McLaren - TAG       | 38     | Part elèctrica    | 6               |       |
| Ret | 12 | Nigel Mansell      | Lotus - Renault     | 35     | Accident          | 5               |       |
| Ret | 1  | Nelson Piquet      | Brabham - BMW       | 32     | Motor             | 7               |       |
| Ret | 2  | Teo Fabi           | Brabham - BMW       | 32     | Turbo             | 15              |       |
| Ret | 28 | René Arnoux        | Ferrari             | 30     | Bateria           | 10              |       |
| Ret | 24 | Piercarlo Ghinzani | Osella - Alfa Romeo | 28     | Caixa canvi       | 21              |       |
| Ret | 25 | Francois Hesnault  | Ligier - Renault    | 25     | Sobreescalfament  | 19              |       |
| Ret | 9  | Philippe Alliot    | RAM - Hart          | 24     | Bateria           | 25              |       |
| Ret | 20 | Johnny Cecotto     | Toleman - Hart      | 18     | Turbo             | 17              |       |
| Ret | 5  | Jacques Laffite    | Williams - Honda    | 15     | Part elèctrica    | 13              |       |
| Ret | 27 | Michele Alboreto   | Ferrari             | 14     | Frens             | 2               |       |
| Ret | 21 | Mauro Baldi        | Spirit - Hart       | 12     | Distribuïdor      | 23              |       |
| DSQ | 4  | Stefan Bellof      | Tyrrell - Ford      | 11     | Desqualificat     | 22              |       |
| Ret | 19 | Ayrton Senna       | Toleman - Hart      | 8      | Turbo             | 16              |       |
| DSQ | 14 | Manfred Winkelhock | ATS - BMW           | 0      | Desqualificat     |                 |       |

## Altres
- Pole: Elio de Angelis 1' 28. 392

- Volta ràpida: Alain Prost 1' 36. 499 (a la volta 42)